# Vigueron
Vigueron é uma comuna francesa na região administrativa de Occitânia, no departamento de Tarn-et-Garonne. Estende-se por uma área de 6,33 km². Em 2010 a comuna tinha 139 habitantes (densidade: 22 hab./km²).